# Xyletobius serricornis
Xyletobius serricornis là một loài bọ cánh cứng thuộc họ Ptinidae.